# Nenad Sević
Nenad Sević (in serbo Ненад Севић?; Ljubovija, 25 aprile 1996) è un calciatore serbo, difensore del Mladenovac.

## Carriera

### Club
Il 1º luglio 2016 viene acquistato a titolo definitivo dalla squadra serba dello Javor Ivanjica.

## Palmarès

### Competizioni nazionali
- Prva Liga Srbija: 1

Mladost GAT: 2021-2022